# Nagy Zoltán (szakíró)
Nagy Zoltán (Hódmezővásárhely, 1905. január 26. – Kolozsvár, 1948. január 17.) magyar közgazdász, szakíró. Az erdélyi magyar iskolaszövetkezetek hálózatának szervezője.

## Életútja
1930-ban a kolozsvári Kereskedelmi Akadémián közgazdasági jogból és kereskedelmi ismeretekből tanári oklevelet szerzett, majd Párizs és Marseille egyetemein folytatott tanulmányait Dijonban, a jogi és közgazdasági doktorátus megszerzésével fejezte be 1934-ben.
Hazatérve Erdélybe a Hangya Szövetkezet iskolaszövetkezeteinek szervezője és vezetője, egyidejűleg a radnóti Gazdasági Iskolában, Nagyenyeden, Székelykeresztúron a Tanítóképzőben, Székelyudvarhelyen a Református Kollégiumban, Kézdivásárhelyen a Földműves Iskolában, valamint a gyulafehérvári Római Katolikus és a kolozsvári Református Teológián tartott előadásokat az ifjúságnak szövetkezeti ismeretekből.
1940–1944 között az Erdélyi Tudományos Intézet munkatársa, majd 1945–1948 között a Bolyai Tudományegyetemen előadó tanár.
Az ő nevéhez fűződik az erdélyi magyar iskolaszövetkezetek hálózatának kiépítése. 1935-ben alapította az első iskolaszövetkezeteket, 1936-ban ezek már 25 felekezeti középiskolában és 127 népiskolában működtek, s számuk mind Észak-, mind Dél-Erdélyben 1944-ben már 300 körül volt, sőt az 1944 utáni első években elérte a 800-at is. Személyesen mint a Méhkas Diákszövetkezet elnöke maga is tevékeny szövetkezeti munkát végzett. Csak az iskolák államosításával és a magyar szövetkezetek elsorvasztásával lehetett véget vetni emlékezetes alapításainak, a végleges felszámolást azonban nem érte meg.
Írásainak központi tárgyköre a szövetkezeti kérdés. Szakcikkeit közli a Szövetkezés, Hangya Naptár, Erdélyi Iskola, Szövetkezeti Értesítő. Szerkesztésében jelentek meg a Törpekönyvtári füzetek történelmünk nagyjairól (Kolozsvár, 1941–44), szövetkezeti versek gyűjteménye Szövetkezeti bokréta címmel s az Iskolaszövetkezeti Közlöny című havi folyóirat (1940–44). Elkészítette az észak-erdélyi magyar, román és szász fogyasztási és hitelszövetkezeti hálózat térképeit.

## Önálló kötetei
- Les régimes légaux des cooperatives en Transylvanie (Dijon, 1934)
- Könyvvitel (tankönyvek az elemi iskolák V., VI. és VII. osztálya számára, Kolozsvár, 1939)
- Az erdélyi magyar szövetkezetek (Kolozsvár, 1942)
- Szövetkezeti ismeretek kézikönyve (Nagyenyed, 1939; II. kiadás, Kolozsvár, 1943)
- Az iskolaszövetkezetek vezetése (Kolozsvár. 1936; II. kiadás ugyanott 1939; III. kiadás ugyanott, 1943)
- Erdély gazdasági életének szövetkezeti megszervezése (Kolozsvár, 1946. Jog- és Közgazdaságtudományi Értekezések).